# Sokuon
Sokuon (Nhật: 促音 (Xúc âm)/ そくおん hay còn gọi là là "âm ngắt") là một loạt âm đọc trong tiếng Nhật. Nó được ký hiệu bằng chữ "tsu" viết nhỏ (っ hay ッ, so với kích cỡ to thông thường là つ hay ツ). Vì vậy, sokuon còn được gọi với tên bình dân là "tsu nhỏ" (小さい「つ」 - chisaitsu).
|          | Chữ "tsu" kích cỡ thông thường | Chữ "tsu" dạng sokuon |
| -------- | ------------------------------ | --------------------- |
| Hiragana | つ                             | っ                    |
| Katakana | ツ                             | ッ                    |

Chức năng chính của ký hiệu "sokuon" trong tiếng Nhật là kéo dài gấp đôi phụ âm đứng sau nó, đặc biệt là phụ âm "ch".
Ví dụ:
1)ざっし. Ta có ở giữa âm ざ (za) và し (shi) là sokuon っ, như vậy sokuon っ sẽ kéo dài phụ âm "s" của "shi", như vậy cả chữ sẽ ký âm là zasshi (đọc như "dạt-si").
2)きって. Ta có ở giữa âm き (ki) và て (te) là sokuon っ, như vậy sokuon っ sẽ kéo dài phụ âm "t" của "te", như vậy cả chữ sẽ ký âm là kitte (đọc như "kịt-tê").
3)カップ. Ta có ở giữa âm カ (ka) và プ (pu) là sokuon ッ, như vậy sokuon ッ sẽ kéo dài phụ âm "p" của "pu", như vậy cả chữ sẽ ký âm là kappu (đọc như "cắp-pự").
Như vậy, chữ たつと (dùng "tsu lớn") sẽ đọc là tatsuto (ta-tsư-tô), còn たっと (dùng "tsu nhỏ") sẽ đọc là tatto (tạt-tô).
Sokuon của Nhật không xuất hiện ở đầu chữ, ở trước nguyên âm (a, i, u, e, o) hay trước các ký tự kana có âm đọc bắt đầu bằng n, m, r, w, y. Sokuon cũng không xuất hiện trước phụ âm h hay các phụ âm kêu như g, z, d, b, ngoại trừ trong trường hợp các từ mượn, biến âm, hay giọng địa phương.
Ngoài ra "tsu nhỏ" cũng được viết ở cuối câu nhằm thể hiện âm tắc thanh hầu (glottal stop - ʔ), thường dùng trong các trường hợp biểu thị sự ngạc nhiên hay giận dữ, tương tự như cách dùng dấu chấm than (!). Người ta chưa thống nhất được cách chuyển tự La Tinh dành cho âm tắc thanh hầu kiểu này, nhưng trong tiếng Anh người ta hay ký hiệu nó bằng một dấu gạch ngang độ dài bằng chữ M (m dash).
Người Ainu sử dụng "tsu nhỏ" viết bằng katakana (ッ) để chỉ sokuon hoặc phụ âm "t" ở cuối từ. Tuy nhiên, trong nhiều trường hợp, sokuon không được viết bằng "tsu nhỏ", mà bằng ký tự thu nhỏ của chính phụ âm được kéo dài. Ví dụ: イㇰカ (ikka). Trường hợp dùng "t" ở cuối từ được cho là khó phát âm đối với tiếng Nhật vì trong tiếng Nhật không có âm nào như vậy.
Theo Bảng mẫu tự phiên âm quốc tế, sokuon được phiên bằng phụ âm kép hay ký hiệu chỉ sự kéo dài âm đọc, ví dụ:
- kitte (きって) – /kitːe/ hay /kitte/
- assari (あっさり) – /asːaɽi/ or /assaɽi/

Có nhiều cách để gõ sokuon trên máy vi tính bằng bàn phím La Tinh, ví dụ gõ các đoạn mã xtu, ltu, ltsu, vv. Một số bộ gõ như Kotoeri trên Mac OS X hay Microsoft IME, khi người dùng gõ liên tiếp 2 lần một chữ phụ âm thì sẽ tạo ra ký hiệu sokuon, ví dụ gõ tta thì sẽ hiện ra った.
Trong hệ thống chữ Braille dành cho người mù, sokuon được thể hiện bằng ký hiệu sau: